# Yakov Borissovitch Rozval
Rozval Yakov Borissovitch (1932-2015) ingénieur soviétique, et par la suite russe, concepteur en chef de Institut soviétique de recherche scientifique de la télévision et de la radiodiffusion, inventeur émérite de la RSFSR, radioamateur honoraire.

## Biographie

### Jeunesse
Rozval Yakov Borissovitch est né le 21 décembre 1932 à Odessa dans une famille juive aisée.
Dans ces années, le pays souffrait de la famine, de la répression politique et, beaucoup ont été envoyés en prison sur des soupçons d'espionnage. Son père, Boris Semenovich, comme ingénieur en chef à l'usine, n'a pas échappé à ce sort, et en 1937, a été envoyé au Goulag.
Après le Goulag, et jusqu'à sa mort en 1963, Boris Semenovich a travaillé à l'usine militaire fermée Charachka.
En 1950, Yakov diplômée 10 classes de l'école secondaire avec une médaille d'or et est entré à l'université d'État  de géodésie et de cartographie de Moscou. Il ne pouvait pas participer à d'autres institutions parce que son père n'a pas été entièrement réhabilité.

### Carrière
Après ses études, il a été envoyé à l'Extrême-Orient en tant qu'ingénieur-géomètre. Pour environ 5 ans, il a travaillé dans différentes villes. 
En 1963, son père a été réhabilité, et Jacob est admis à Institut de génie énergétique de Moscou, avec spécialisation en électronique industrielle.  De 1963, il a travaillé dans l'Institut soviétique de recherche scientifique de la télévision et de la radiodiffusion (VNIITR) en tant qu'ingénieur.
En collaboration avec V.A. Petropavlovskii développé le modèle de la première caméra soviétique de télévision couleur de laboratoire.
Après 10 ans de travail, il a été nommé à constructeur en chef de cet Institut. Pendant ce temps, il a créé la plupart de ses inventions.

### Retraite et la mort
Y.B. Rozval  pris sa retraite de son poste de designer en chef en 2012, à l'âge de 80 ans. Yakov Borissovitch est décédé le 26 juillet 2015, des suites d'un cancer. Ses restes ont été enterrés au cimetière Vagankovo.

## Inventions et brevets
Yakov Borissovitch Rozval – l'auteur de nombreuses grandes inventions, y compris la première caméra couleur de la radiodiffusion soviétique, ainsi que beaucoup d'autres. Un total d'environ 50 inventions et de brevets. Y compris, :
- Couleur de radiodiffusion caméra TV
- Dispositif pour le réalignement des signaux de couleur séparés
- Dispositif sensible au magnétisme
- Dispositif pour l'analyse par fluorescence aux rayons X analysis
- Astronomique coordonne correcteur pour les avions

## Prix et distinctions
- Inventeur émérite de la RSFSR
- Radioman honoraire URSS
- L'excellence dans la télévision et d'attribution Radio
- Médaille - "Vétéran du Travail"
- Médaille de bronze VDNKh
- Médaille - "300 ans de la Marine"
- Médaille - "En mémoire du 850 anniversaire de Moscou""